# The Milk Carton Kids
The Milk Carton Kids är en amerikansk indiefolkduo från Los Angeles i Kalifornien bestående av Kenneth Pattengale och Joey Ryan.
Pattengale och Ryan träffades 2011 och utgav samma år livealbumet Retrospect och studioalbumet Prologue. År 2013 kom gruppens andra studioalbum The Ash & Clay och 2014 DVD:n Live from Lincoln Theatre. The Ash & Clay nominerades till en Grammy för "Best Folk Album 2013". Gruppen nominerades också i kategorin "Emerging Artist of the Year" vid Americana Music Honors & Awards 2013. År 2014 utsågs duon till "Duo/Group of the Year" av Americana Music Association. Gruppens tredje studioalbum Monterey släpptes den 15 maj 2015.

## Biografi
Kenneth Pattengale och Joey Ryan bildade The Milk Carton Kids efter att Ryan bevistat en av Pattengales konserter i deras hemstad. Båda hade långa och till stora delar medelmåttiga karriärer som soloartister bakom sig och hade gått i stå som professionella artister. Gruppen spelade in livealbumet Retrospect i Ventura, Kalifornien. Duon hade ännu inte tagit namnet The Milk Carton Kids och albumet utgavs därför krediterat till Kenneth Pattengale & Joey Ryan. Senare samma år anslöt sig duon till Joe Purdys Nordamerikaturné, där man dels var förband, dels kompband åt Purdy.

### Prologue
Den 19 juli 2011 gavs albumet Prologue ut. Albumet var bandets första studioalbum och tillika bandets första under namnet The Milk Carton Kids. I anslutning till skivan gav sig bandet ut på en Nordamerikaturné. Låten "There By Your Side" blev utnämnd till "dagens låt" av National Public Radio. Tidningen The San Francisco Chronicle kallade albumet "bitterljuvt och vackert". Popartisten Sara Bareilles ökade uppmärksamheten kring skivan ytterligare när hon på Twitter uppmanade folk att lyssna på den.
The Milk Carton Kids gjorde både Retrospect och Prologue tillgängliga för gratis nedladdning via sin hemsida. I slutet av 2011 hade albumen laddats ned 60 000 gånger och i januari 2015 var siffran 450 000.
Prologue finns med på flera årslistor, däribland Daytrotter, American Songwriter och About.com.
Den 31 oktober 2011 besökte gruppen Daytrotter-studion och den 21 december 2011 uppträdde duon på National Public Radios Mountain Stage. I juli och augusti turnerade duon i USA med Old Crow Medicine Show och The Lumineers. Hösten 2012 genomförde de ytterligare en USA-turné med Leslie Stevens som förband och i november 2012 ännu en turné med Punch Brothers.

### The Ash & Clay
Den 22 mars 2013 utgavs gruppens andra studioalbum The Ash & Clay på skivbolaget ANTI-. Därefter följde en turné med Sarah Jarosz där man bland annat besökte Austin City Limits Music Festival. The Milk Carton Kids uppträdde också på Garrison Keillors A Prairie Home Companion, CBS This Morning och Conan O'Brien.
Tre låtar från The Ash & Clay, "Snake Eyes", "The Ash & Clay" och "Jewel of June", finns med i Gus Van Sants film Promised Land, med bland andra Matt Damon och John Krasinski. The Milk Carton Kids medverkar också i Christopher Wilchas konsert- och dokumentärfilm Another Day, Another Time: Celebrating the Music of Inside Llewyn Davis som hade premiär den 21 december 2013.
The Ash & Clay nominerades till en Grammy för "Best Folk Album 2013". Gruppen nominerades också i kategorin "Emerging Artist of the Year" vid Americana Music Honors & Awards. År 2014 utsågs duon till "Duo/Group of the Year" av Americana Music Association.

### Live from Lincoln Theatre
Den 29 april 2014 utgavs konsert-DVD:n Live from Lincoln Theatre på skivbolaget ANTI-. Albumet spelades in den 29 oktober 2013 på Lincoln Theatre i Columbus, Ohio i USA.
Duon medverkar också på coveralbumet Look Again to the Wind, Johnny Cash Bitter Tears Revisited, där de medverkar på låtarna "Apache Tears", "Custer" och "White Girl". Albumet innehåller nytolkningar av samtliga låtar på Johnny Cashs album Bitter Tears.

### Monterey
Den 15 maj 2015 släpptes duons tredje studioalbum Monterey.

## Medlemmar
- Kenneth Pattengale – sång, akustisk gitarr (1954 Martin 0-15)
- Joey Ryan – sång, akustisk gitarr (1951 Gibson J45)

## Stil och influenser
The Milk Carton Kids har jämförts med Simon & Garfunkel, The Everly Brothers, The Civil Wars, Gillian Welch och David Rawlings.

## Priser och nomineringar
| År   | Event                           | Kategori                    | Resultat  |
| ---- | ------------------------------- | --------------------------- | --------- |
| 2013 | Grammy Award                    | Best Folk Album             | Nominerad |
| 2013 | Americana Music Honors & Awards | Emerging Artist of the Year | Nominerad |
| 2014 | Americana Music Association     | Duo/Group of the Year       | Vann      |

## Diskografi

### Album
- 2011 – Retrospect
- 2011 – Prologue
- 2013 – The Ash & Clay
- 2015 – Monterey

### DVD
- 2014 – Live from Lincoln Theatre